# عنصر همانی
عنصر همانی یا به اختصار همانی، عنصری از مجموعهٔ عناصر یک عمل دوتایی است به طوری که ترکیب این عنصر با هر یک از عناصر دیگر موجب بازتولید همان عنصر دیگر شود.
اگر (S, ∗) نمایانگر مجموعهٔ S و عملگر دوتایی ∗ روی آن باشد. آنگاه عنصری مانند e از S را یک همانی چپ می‌گویند اگر e ∗ a = a برای همهٔ مقادیر a در S برقرار باشد؛ و همانی راست خواهد بود اگر a ∗ e = a برای همهٔ مقادیر a در S برقرار باشد. اگر e هم همانی چپ و هم همانی راست باشد، آنگاه به آن همانی دوسمته، یا به‌طور ساده‌تر همانی گفته می‌شود.